# Stenodryas nigromaculatus
Stenodryas nigromaculatus là một loài bọ cánh cứng trong họ Cerambycidae.